# Бен-Макдуи
Бен-Макдуи (англ. Ben Macdui; гэльск. Beinn Mac Duibh) — гора в горном хребте Кернгормс в Абердиншире Северной Шотландии (Великобритания). Вторая по высоте гора в Шотландии и на Британских островах после Бен-Невиса и самая высокая в горах Кернгормс и национальном парке Кернгормс. Высота вершины составляет 1309 м над уровнем моря. Вершина Бен-Макдуи расположена на южной окраине плато Кернгормс, на границе между историческими округами Абердиншир и Банфшир (в настоящее время на границе между округами Абердиншира и Мори).
До создания в XIX веке точных карт Шотландии не было достоверно известно, что Бен-Невис был самой высокой точкой в Великобритании, и часто считалось, что Бен-Макдуи мог бы быть выше. После обследований обоих пиков в 1846—1847 годах, Бен-Невис был подтверждён как более высокий пик. После этих исследований были планы построить пирамиду из камней на вершине Бен-Макдуи, чтобы она была больше, чем Бен-Невис, но эти планы не были реализованы. На вершине горы есть указатель, установленный в 1925 году клубом Кернгормс в Абердине в память о прошлом президенте клуба Александре Копланде. Указатель показывает направления наиболее примечательных гор, которые можно увидеть с вершины Бен-Макдюи в ясную погоду. В некоторых местах Бен-Макдуи снежные языки сохраняются круглый год.

## История
После поражения Домналла Мак Уилльяма в 1187 году Дункан II, граф Файф, приобрёл Стратэйвон, территорию, простирающуюся от Баллиндаллоха до Бен-Макдуи. Поскольку гора знаменовала западную границу территории Дункана II, гэльский учёный-историк Ф. С. Диак и учёный-топоним профессор Г. Бэрроу предположили, что гора получила своё название от семьи Дункан, Мак Дюи, однако название может происходить от гэльского, обозначающего чёрную свинью muc dhubh.
В 1810 году доктор Кейт обследовал высоты нескольких вершин хребта Кернгормса с помощью барометра, оценив высоту Бен-Макдуи в 1300 м. Это вызвало интерес к тому, была ли эта вершина или Бен-Невис высочайшей вершиной в Шотландии. В 1847 году служба Ordnance Survey построила на вершине геодезический пункт, чтобы точно определить высоту, подтвердив, что Бен-Невис выше. Геодезисты также построили небольшое убежище, остатки которого еще можно было увидеть в 1998 году.
Королева Виктория поднялась на вершину Бен-Макдуи 7 октября 1859 года в возрасте сорока лет. О своём опыте она написала: «Это произвело величественный и торжественный эффект, такой дикий, такой уединённый — никого, кроме нас самих и нашей маленькой вечеринки … У меня было немного виски и воды, поскольку люди утверждали, что чистая вода будет слишком холодной».
Во время Второй мировой войны войска коммандос, тренирующиеся в горах, посетили вершину Бен-Макдуи, построив небольшие убежища к северо-востоку от вершины.

## Восхождение
Вероятно, самый простой маршрут восхождения — от автостоянки Coire Cas у подножия лыжного центра Cairngorm по тропе, ведущей вверх по медленно поднимающейся вересковой пустоши. Маршрут составляет около 7 км; несколько более длинный маршрут позволяет также подняться на Керн-Горм. Один из возможных альтернативных маршрутов — это путь, ведущий от озера Лох-Эчахан. К этому озеру можно добраться от озера Лох-Эйвон на север или поднявшись от Глен-Дерри на юг. Другие маршруты включают переход через Дерри-Кернгормс или через перевал Лайриг-Гру, который находится к западу от Бен-Макдюи.

## Галерея

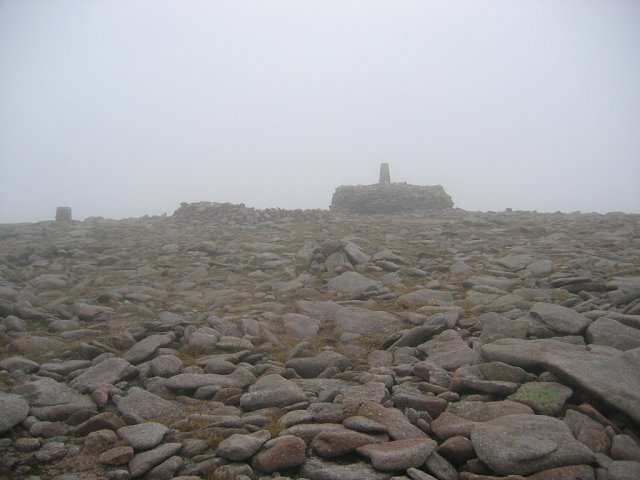
Вершина Бен-Макдуи
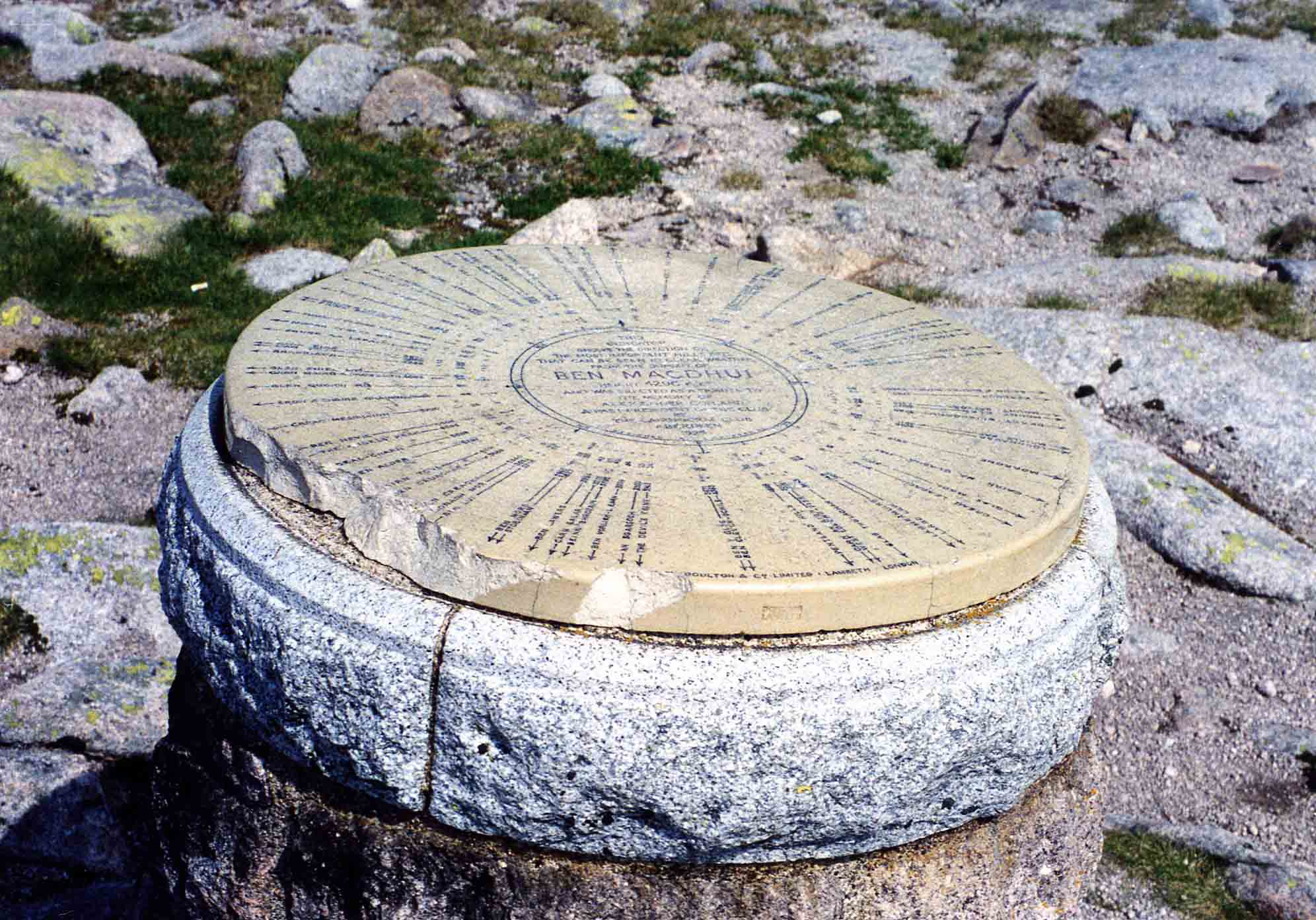
Указатель на вершине горы, установленный в 1925 году
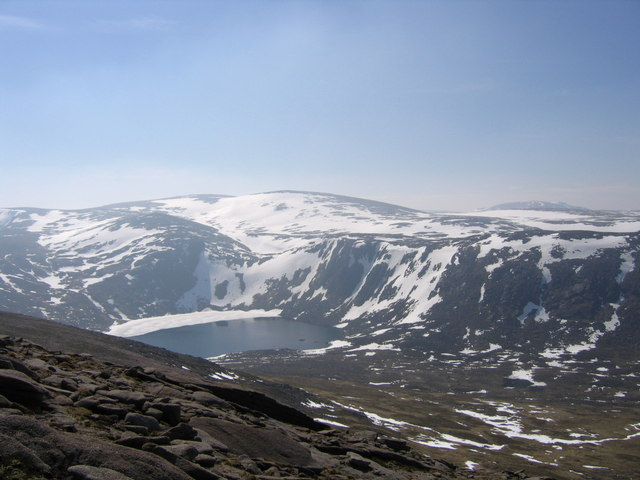
Вид на гору с Бенн-а-Хаорейн
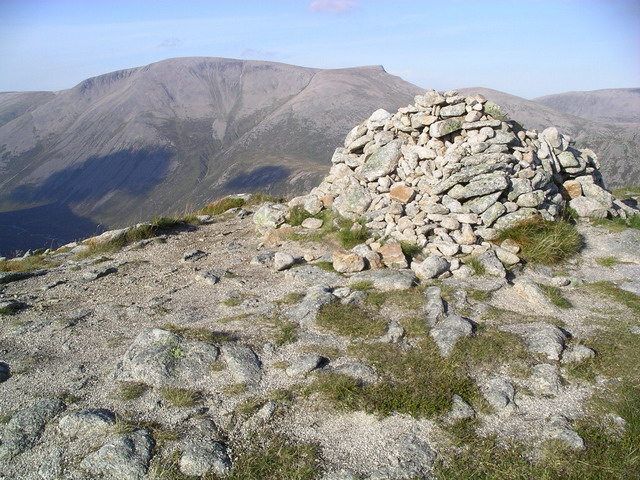
Вид на гору с Те-Девилс-Пойнт